# Marcelino Vaquero González del Río
Marcelino Vaquero González del Río   (Gijón, 13 de febrer de 1932 - Avilés, 25 de maig de 2020), més conegut com a Campanal II, fou un futbolista asturià dels anys 1950 i 1960.

## Trajectòria
Jugava a la posició de defensa central. Era nebot de Campanal I, de qui n'heretà el sobrenom. Aquest, el portà de jove d'Astúries a Sevilla, havia estat davanter centre als anys 1940.
Inicialment fou cedit al Coria i al Iliturgi i a l'edat de 19 anys debutà amb el Sevilla Fútbol Club a primera divisió. Fou en aquest club on destacà principalment, romanent-hi durant 16 temporades, arribant a disputar un total de 349 partits. També jugà al Deportivo de La Coruña i al Real Avilés Club de Fútbol.
Amb la selecció espanyola disputà 11 partits entre 1952 i 1957.